# Restes del Castell de Dosaigües, Torre de Vilaragut
Les restes del Castell de Dosaigües o Torre de Vilaragut, són monuments catalogats com béns d'interès cultural, segons figura a la Fitxa BIC de la Direcció General de Patrimoni Cultural de la Conselleria de Turisme, Cultura i Esports de la Generalitat Valenciana, amb anotació ministerial número RI-51-0010803 i data d'anotació 17 de juny de 2002. Es troba al centre de la població de Dosaigües, a la comarca de la Foia de Bunyol.

## Descripció historicoartística
Del castell, popularment anomenat Castell dels Moros, actualment només queda la torre amb un petit tros de muralla emmerletada i alguna estructura annexa. La torre és de planta quadrada de superfície 19 per 19 metres i el material constructiu emprat va ser la maçoneria de tàpia. La torre, que també anomenen de Vilaragut data del segle xii i pren el seu nom d'un dels titulars del senyoriu, que va tenir la seva propietat fins a la fi del segle xiv.
El castell de Dosaigües va ser donat, per Jaume I d'Aragó, el 18 de març de 1256, a Tarazona, a Ato de Foces, així com les viles i castells de Madrona i Millars. Més tard va anar passant de mà en mà, de Francisco Scribe a Raimundo Castellà i més tard a Antonio Vilaragut i a la família Roís de Corella. En 1496 acaba en poder de Giner Rabassa de Perellós. Més tard, el 1699, la baronia de Dosaigües es constituiria en marquesat. A la zona hi va haver revoltes a l'expulsió dels moriscos la qual cosa va deixar el terme amb tot just 12 cases habitades per cristians. A partir d'aquest moment es va produir un augment de la població.